# Коршунов, Евгений Анатольевич
Евгений Анатольевич Коршунов (1934–1992) — советский писатель, драматург и журналист-международник.

## Биография
Е. А. Коршунов родился 20 сентября 1934 года в Ленинграде.
В 1957 году окончил факультет журналистики Московского государственного университета имени М. В. Ломоносова.
Работал в «Учительской газете», газете «Известия», в журналах «Огонёк», «За рубежом» и «Новое время», в агентстве печати «Новости».
Член КПСС с 1960 года.
Член Союза писателей СССР с 1976 года.
В качестве журналиста-международника Е. А. Коршунов длительное время работал в странах Африки (в частности, в Нигерии) и на Ближнем Востоке. В период с 1978 по 1985 год Е. А. Коршунов — региональный корреспондент газеты «Известия» на Ближнем Востоке (с корпунктом в Бейруте).
Скончался в апреле 1992 г. от воспаления лёгких.

## Семья
Сын Максим — журналист-международник, корреспондент ИТАР-ТАСС в Африке.

### Проза
- «Операция „Хамелеон“» М.: Молодая гвардия, 1971 (повесть)[1]
- «И придёт большой дождь» («Операция „Золотой лев“») М.: Молодая гвардия, 1974 (повесть)[1]
- «Гроза над лагуной». М., 1978 (роман)[1]
- «Наёмники» М.: Молодая гвардия, 1982. — 288 с. (роман)[1]
- «Крестоносцы» (роман)
- «Под белым крестом Лузитании» (журнал «Вокруг света», № 10-12, 1975)
- «Рассвет в дебрях буша» (журнал «Вокруг света», № 10-12, 1976)
- «Амаль» М.: Советский писатель, 1985. — 335 с. (роман)
- «Тайна „изогнутого луча“» // Мир приключений: Сборник фантастических и приключенческих повестей и рассказов. / сост. М. Александрова; художник В. М. Лыков. — М.: Детская литература, 1989. — 655 стр. (повесть)
- «Убить шейха» (повесть)
- «Призрак зовётся „Зейтун“» М.: Агентство печати Сабашниковых, 1991. — 245 с.[3]

### Драматургия
- Кто боится электрического стула? М., 1980 (пьеса)[1]

### Публицистика
- «Псы войны»… кому они служат? (По ту сторону). — М.: Советская Россия, 1979[1]
- Репортаж из взорванного «рая» (По ту сторону). — М.: Советская Россия, 1982[1]
- «Я — Бейрут…» (По ту сторону). — М.: Советская Россия, 1983[1]
- Горячий треугольник (очерки и репортажи из Ливана, Сирии и Иордании). М., «Известия», 1984[1].
- Арабская вязь. М., «Молодая гвардия», 1987—224 с. (очерки)

## Государственные награды
- орден Дружбы народов[1]